# Mechanical Animals (canción)
"Mechanical Animals", es una canción del roquero de Estados Unidos, Marilyn Manson.
La canción pertenece a su cuarto álbum y el tercero de estudio, el cual lleva el mismo nombre que la canción: Mechanical Animals, y ocupa el track número 3 del álbum.. Se estrenó en 1998. Su formato es CD u su duración es de 4 minutos con 36 segundos.

## Apariciones

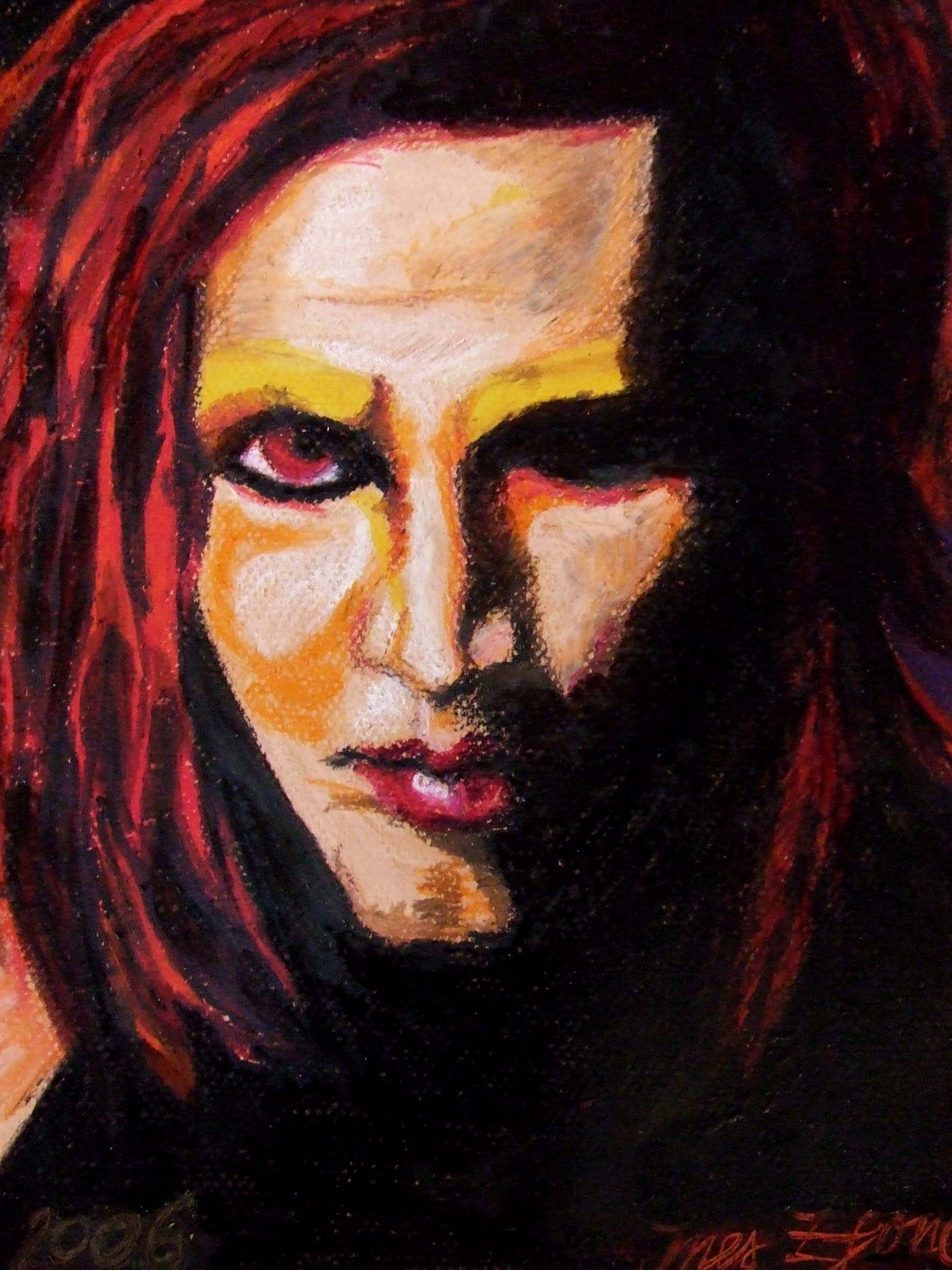
Dibujo de Manson con su caracterización de Mechanical Animals

- Mechanical Animals (Primera aparición)
- Holy Wood (In the Shadow of the Valley of Death) (solo en ediciones japonesas)

- Datos: Q6008252